# 殖産興業
殖産興業（しょくさんこうぎょう）とは、「富国強兵」と並ぶ明治日本の政策。西洋列強に対抗するため、機械制工業、鉄道網整備、資本主義育成により、国家の近代化を推進した諸政策を指す。明治政府の官僚前田正名が『興業意見』で国策として提言した。
広義には、江戸時代の幕藩体制における産業振興政策も含む。

## 歴史

### 前史
1716年、徳川吉宗が8代将軍に就任すると、享保の改革の一環として朝鮮人参・サトウキビ・サツマイモの国内栽培を勧めた。これが日本初の全国規模の殖産興業とされる。
1851年、薩摩藩では、島津斉彬が藩主に就任すると、日本最初の近代洋式工場群、集成館事業の計画に着手し、殖産興業、富国強兵による藩政改革を勧めた。
1854年3月31日、徳川幕府がアメリカ合衆国（黒船来航を参照）の圧力により開国に踏み切ると、日本各地の為政者は西洋との圧倒的な国力の差を意識した。
1867年、薩摩藩では日本初の紡績工場である鹿児島紡績所が創設された。

### 明治
1868年1月3日の王政復古の大号令によって成立した明治政府は、210年もの海外との交流・貿易を制限する政策を布いた徳川幕府を倒し、「富国強兵」をスローガンに、積極的に自ら産業を興こす政策を取った。官僚の前田正名を中心に企画立案され地租改正や秩禄処分で税制改革を行い、1870年には工部省を設置、欧米からお雇い外国人を多数採用し、岩倉使節団に合わせて留学生を派遣するなど産業技術の移植に務めた。1872年には官営鉄道や汽船が発足し、国内の交通網が発達した。鉱山などの事業を行い、群馬県に富岡製糸場などの官営工場を開設した。
1873年、官営事業を統括する内務省（初代内務卿大久保利通）が設立された。北海道には開拓使を置き、屯田兵を派遣した。
1871年、金融では新貨条例を、1872年に国立銀行条例を布告。
1880年、軍関係を除く官営事業は、三井、三菱など民間に払下げられ、1885年工部省は廃止。1882年には大阪紡績会社が設立されて紡績業が確立し、日清戦争、日露戦争を経て日本の産業革命の工業化が進んだ。1881年には黒田清隆が開拓使官有物払下げ事件を起こした。
1901年、八幡製鐵所操業開始。
民間では岩崎弥太郎の創始した三菱や三井は政府の保護を受けて政商となった。こうした過程を通じ、財閥の形成が促された。